# الکساندر تواردوفسکی
الکساندر تریفونوویچ تواردوفسکی (انگلیسی: Aleksandr Tvardovsky; روسی: Александр Трифонович Твардовский ; 21 June [سبک قدیمی: 8 June] 1910 - ۱۸ دسامبر ۱۹۷۱) شاعر، نویسنده، ویراستار و روزنامه‌نگار اهل شوروی سابق و سردبیر مجله ادبی نووی‌میر از ۱۹۵۰ تا ۱۹۵۴ و ۱۹۵۸ تا ۱۹۷۰ بود. در طول سردبیری او، مجله یک روز از زندگی ایوان دنیسویچ توسط الکساندر سولژنیتسین منتشر شد. او بیشتر به خاطر شعر طنز حماسی خود واسیلی تیورکین(Vasili Tyorkin) شناخته شده‌است.

## زندگی‌نامه
تواردوفسکی در یک خانواده روسی در زاگوریه در اسمولنسکی آویزد استان اسمولنسک در امپراتوری روسیه به دنیا آمد. در زمان تولد او، خانواده در مزرعه ای زندگی می‌کردند که پدرش به صورت اقساطی از بانک زمین دهقانی خریداری کرده بود. پدر تواردوفسکی، پسر یک سرباز بی‌زمین، آهنگر بود. مزرعه در زمین فقیرانه‌ای قرار داشت، اما پدر تواردوفسکی آن را دوست داشت و به آنچه که از طریق سال‌ها کار سخت به دست آورده بود، افتخار می‌کرد. او این عشق و غرور را به الکساندر منتقل کرد.
پدر تواردوفسکی مردی علاقه‌مند به مطالعه و باهوش بود که اغلب برای الکساندر و بقیه اعضای خانواده کتاب می‌خواند. الکساندر از دوران کودکی با آثار الکساندر پوشکین، نیکولای گوگول، میخائیل لرمانتوف، نیکولای نکراسوف و دیگران آشنا شد. او در جوانی شروع به سرودن شعر کرد. در ۱۳ سالگی برخی از شعرهای خود را به معلم جوانی نشان داد و او انتقادات گمراه کننده ای به او کرد و به او گفت که شعر باید تا حد امکان نامفهوم سروده شود. اولین شعر منتشر شده او "کلبه ای جدید" بود که در روزنامه " روستای اسمولنسک " چاپ شد. پس از انتشار، او اشعار خود را جمع‌آوری کرد و به شاعر، میخائیل ایزاکوفسکی نشان داد. الکساندر بعداً به تأثیر ایزاکوفسکی اذعان کرد و گفت که او تنها شاعر شوروی بوده‌است که تأثیر مفیدی بر او داشته‌است.

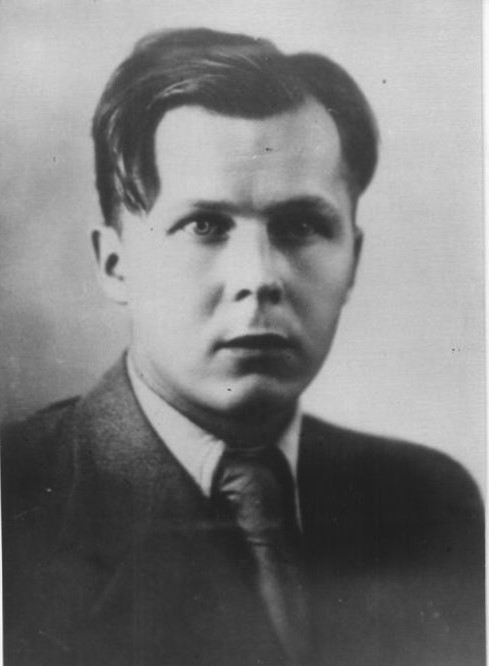
تواردوفسکی در سال ۱۹۴۰

او به دلیل فقر مدرسه روستا را تنها پس از گذراندن چهار کلاس ترک کرد و خود را تماماً وقف ادبیات کرد. در سن ۱۸ سالگی به اسمولنسک رفت، اما نتوانست اثر ادبی پیدا کند. در زمستان ۱۹۳۰، پس از بازدید از مسکو، به روستای زادگاهش بازگشت. در این دوره با کمک یکی از مقامات حزبی وارد مؤسسه آموزشی شد، اما در آنجا تحصیلات خود را به پایان نرساند. تحصیلات خود را بعدها در انستیتوی تاریخ، فلسفه و ادبیات مسکو به پایان رساند. شعر او سرزمین موراویا در سالهای ۱۹۳۴–۱۹۳۶ سروده شد و مورد استقبال منتقدان قرار گرفت. این شعر، همراه با دیگر شعر روایی اولیه‌اش، جاده سوسیالیسم (۱۹۳۱)، محصول تلاش تواردوفسکی برای کنار آمدن با جمع‌سازی بود. او جایزه استالین را برای سرزمین موراویا دریافت کرد. پدر تواردوفسکی در دوران جمع‌سازی در اتحاد جماهیر شوروی به کولاک بودن متهم شد. در سال ۱۹۳۰، پس از اینکه الکساندر به اسمولنسک نقل مکان کرد، پدرش از ترس دستگیری از خانه فرار کرد. در سال ۱۹۳۱، به غیر از الکساندر، تمام خانواده از زاگوریه تبعید شدند. خانواده چندین سال از جایی به مکان دیگر رفتند، از هم جدا شدند و دوباره گرد هم آمدند و به دنبال کار و امنیت بودند. برخی از آنها مدتی را در اردوگاه‌های کار گذراندند. اورلاندو فیگس احساس ناراحتی الکساندر را از نحوه رفتار با خانواده‌اش توصیف می‌کند و در عین حال برای خودش، حرفه‌اش و پیشرفت‌های خلاقانه‌اش می‌ترسید اگر بخواهد فعالانه به آنها کمک کند. در اوت ۱۹۳۱، زمانی که پدر و برادرش به‌طور غیرمنتظره به محل کارش به اسمولنسک رسیدند، الکساندر با پلیس تماس گرفت و پدرش دستگیر شد. به احتمال زیاد اگر تواردوفسکی برای کمک به پدر کولاکش (از نظر بسیاری یک عنصر خطرناک و جنایتکار) دیده می‌شد، در کنار پدرش دستگیر می‌شد. تواردوفسکی در شعر متاخر خود به نام «به حق حافظه» (۱۹۶۸) به گناهی که نسبت به پدرش احساس می‌کرد، اذعان داشت.
در سال ۱۹۳۹، او در راهپیمایی به سمت غرب بلاروس، و همچنین در جنگ زمستانی شرکت کرد، در آنجا او بخشی از «تیپ نویسندگان» بود که شعر میهنی می‌سرود. او در سال ۱۹۴۰ به حزب کمونیست اتحاد جماهیر شوروی پیوست و در طول جنگ جهانی دوم خبرنگار جنگ بود. او در اوایل جنگ، به‌طور مستقل روی شعر خود واسیلی تیورکین(Vasili Tyorkin) کار کرد. در طول سال‌های پس از جنگ، او به‌عنوان سردبیر نووی‌میر (Novy Mir)، یک مجله ادبی اثرگذار، خدمت کرد. او در سال ۱۹۴۹ سردبیر این مجله شد. او در سال ۱۹۵۴ به دلیل انتشار مقالات غیرقابل قبول رسمی توسط و. پومرانتسف، فئودور آبراموف و م. شچگلوف از سمت خود برکنار شد. او دوباره در ژوئیه ۱۹۵۸ سردبیر اصلی شد.

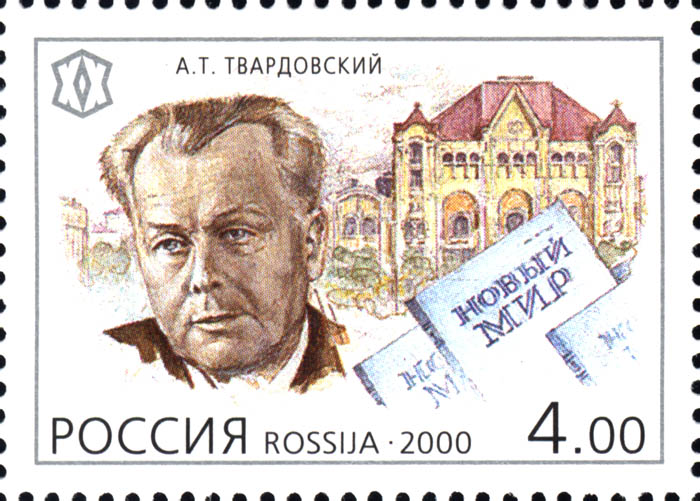

تواردوفسکی سخت جنگید تا حتی به‌رغم عدم تأیید رسمی، استقلال سنتی نووی میر را حفظ کند، در طول سردبیری او، این مجله کتابهای ذوب ایلیا ارنبورگ را در سال ۱۹۵۴، عروسی وولوگدا اثر الکساندر یاشین در سال ۱۹۶۲ و روزی از زندگی ایوان دنیسوویچ اثر الکساندر سولژنیتسین را در سال ۱۹۶۲ منتشر کرد. در آن سال‌ها، مجله اوکتیابر، با سردبیری ' کوچتوف، همتای طرفدار شوروی، ضد غربی و ضد لیبرال نووی میر تواردوفسکی بود.
در فوریه ۱۹۷۰، تواردوفسکی از نووی میر برکنار شد. وی که از دست دادن مجله ای که برای او اهمیت زیادی داشت، برایش سخت بود، سلامتی اش به هم ریخت و در دسامبر ۱۹۷۱ درگذشت.

## میراث

### واسیلی تیورکین

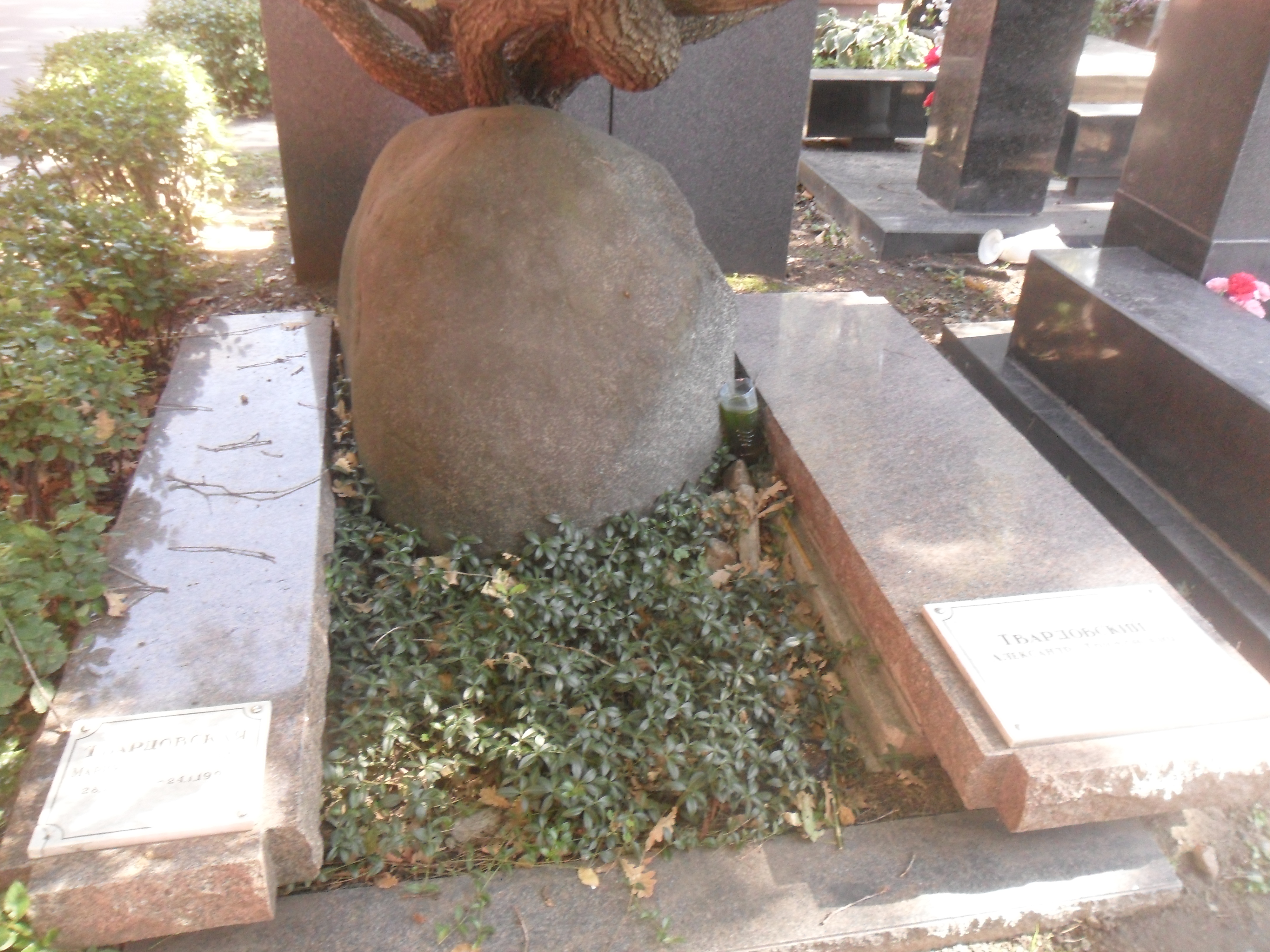
قبر تواردوفسکی در صومعه نوودویچی در مسکو

محبوب‌ترین شعر بلند تواردوفسکی، واسیلی تیورکین (Vasili Tyorkin روسی: Василий Тёркин. Книга про бойца، ۱۹۴۱–۱۹۴۵)، دربارهٔ یک سرباز عادی در جنگ آلمان و شوروی است. این شعر پر از طنز، سرود خوش‌بینی و تدبیر سرباز روسی بود. به‌طور شگفت‌انگیزی غیرسیاسی، زمینی و عمداً عاری از هر گونه قهرمانی زیبا بود. فصل به فصل چاپ شد و بلافاصله در روزنامه‌ها و مجلات به جبهه فرستاده شد و توسط دیمیتری اورلوف از طریق رادیو خوانده شد. تواردوفسکی دومین جایزه استالین خود را برای واسیلی تیورکین دریافت کرد.
این شعر توسط منتقدان به عنوان یک شاهکار شناخته می‌شود که به دلیل «طنز خوب مثبت، رهایی از تعصبات، و نزدیکی آن به واقعیت زندگی <شوروی>»، «یک افق ملی و حتی بین‌المللی» قابل توجه است. همچنین به عنوان اثری که در دوران رژیم استالین نوشته شده‌است، منحصر به فرد است، زیرا فاقد محتوای ایدئولوژیک، تجلیل از استالین و دولت شوروی، و لحن پیروزمندانه ای است که برای یک اثر «رئالیسم سوسیالیستی» لازم بود. همسر تواردوفسکی در سال ۱۹۴۳ نوشت: «این تصور را دارم که تلفظ نام شما در اینجا خطرناک است»، اما محبوبیت شعر آن را از سانسور نجات داد.

### دیگر آثار
شعر تواردوفسکی با مضمون جنگ جهانی دوم، خانه ای در کنار جاده، پایه ای برای مجموعه سمفونیک والری گاوریلین در سال ۱۹۸۴ با همین نام بود. در سال ۱۹۶۳، تواردوفسکی تیورکین را در دنیای دیگر منتشر کرد، طنزی دربارهٔ زندگی روزمره در اتحاد جماهیر شوروی و استالینیسم. تیورکین برای مدت کوتاهی وارد جهنم می‌شود و متوجه می‌شود که جهنم بسیار شبیه زندگی روزمره در اتحاد جماهیر شوروی است.

## تقدیر
- تواردوفسکی در سال ۱۹۷۰ نشان پرچم سرخ «برای خدمات به توسعه شعر شوروی» و جایزه دولتی ادبیات در مسکو در سال ۱۹۷۱ دریافت.[۴]
- تواردوفسکی جایزه استالین (۱۹۴۱، ۱۹۴۶، ۱۹۴۷)، جایزه دولتی اتحاد جماهیر شوروی (۱۹۷۱)، و جایزه لنین (۱۹۶۱) را برای شعر بزرگ، فاصله پس از فاصله (За далью – даль ۱۹۵۰–۱۹۶۰)، مجموعه ای از شعر دریافت کرد. برداشت‌ها و مراقبه‌ها در مورد زندگی روسیه برای اولین بار در طول سفر در راه‌آهن ترانس سیبری تصور شد.
- ریزسیاره تواردوفسکی ۳۲۶۱ که توسط ستاره‌شناس شوروی نیکلای استپانوویچ چرنیخ در سال ۱۹۷۹ کشف شد به نام او نامگذاری شده‌است.[۷]
- یک کشتی باری با خدمه روسی که در جزایر کوک ثبت شده‌است، به نام تواردوفسکی نامگذاری شده‌است.